# Xanthosoma belophyllum
Xanthosoma belophyllum är en kallaväxtart som först beskrevs av Carl Ludwig von Willdenow, och fick sitt nu gällande namn av Carl Sigismund Kunth. Xanthosoma belophyllum ingår i släktet Xanthosoma och familjen kallaväxter. Inga underarter finns listade.